# Los Cortijos
Los Cortijos är en ort i västra Venezuela som är belägen vid Maracaibosjön i delstaten Zulia. Den ingår i Maracaibos storstadsområde och hade 44 341 invånare år 2001. En prognos för 2007 visade en kraftig minskning av invånarantalet, med en beräknad folkmängd på 22 413. Staden är en del av kommunen San Francisco.